# Ірмологіон

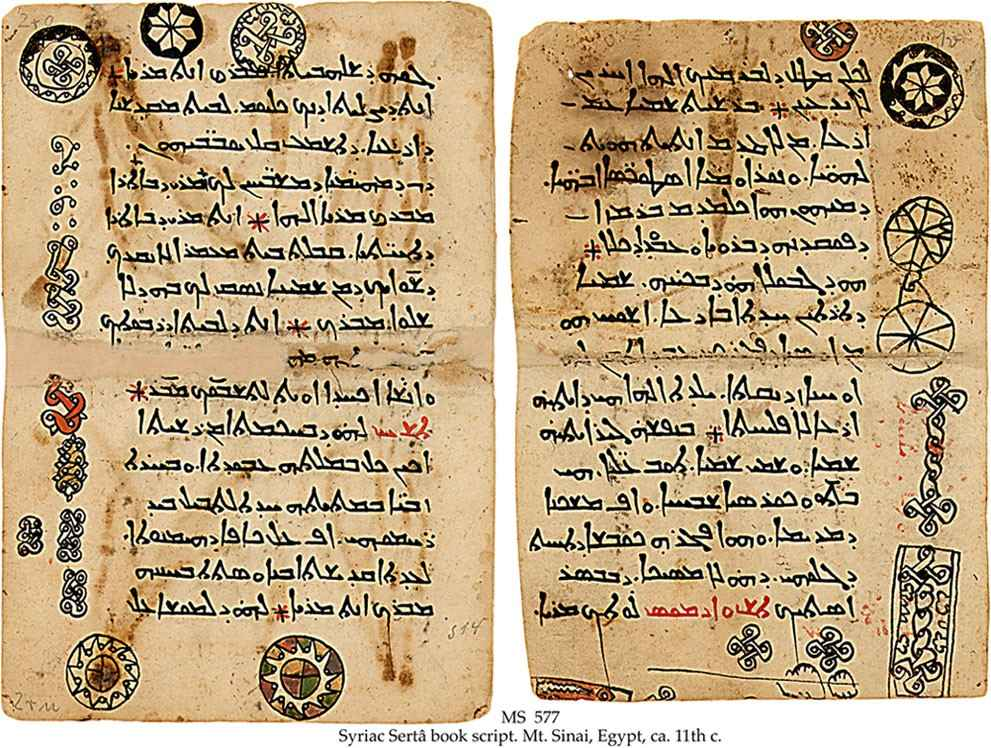
Ірмологіон, Монастир Святої Катерини, Синай

Ірмоло́гіон — співацька православна книга, збірник ірмосів (давньоруських гімнів) православної служби. Походить з Візантії (Х століття). Ірмологіон повного складу містить близько 1 050 ірмосів. Ірмологіони з нотованим записом на території України називалися ще ірмолоями (див. статтю Ірмолой)

## В Україні

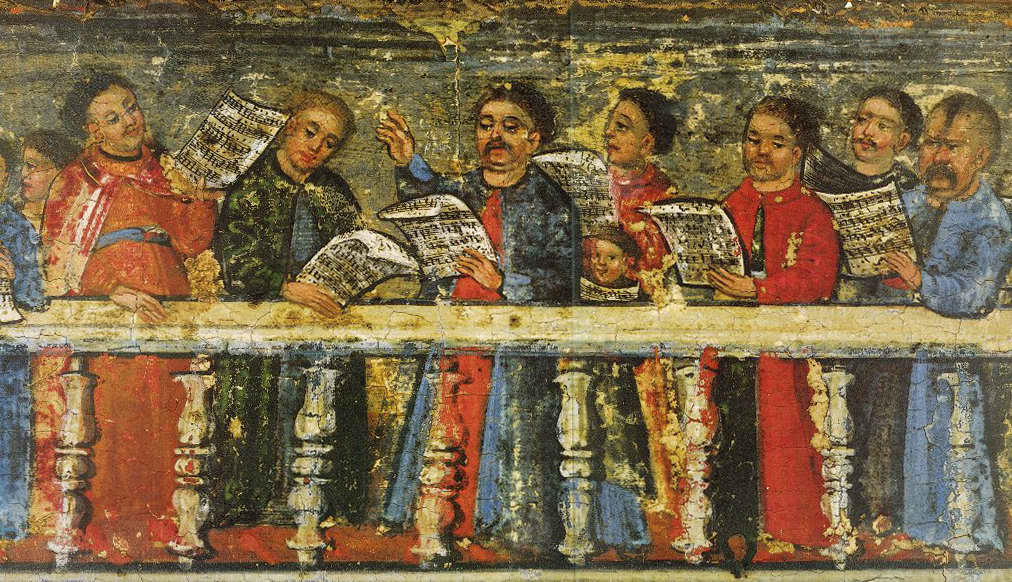
Партесний концерт, фрагмент ікони "Воздвиження чесного хреста з родиною Яна Собеського" Остання чверть XVII ст. (джерело зображення на памятній монеті)

У Національній бібліотеці України імені В. І. Вернадського зберігається Ірмологіон, написаний у 1596–1601 роках на території Західного Поділля. Книга має 325 паперових аркушів.

Книга написана півуставом чіткого, виразного малюнка з елементами скоропису. Оздоблена дев'ятьма рослинними заставками зі своєрідними народними мотивами (квіти, бутони і листя, подані в розрізі і поділені поперечними смугами).
|                                                                                                 |  |  |
| Срібна монета Україна-Білорусь. Духовна спадщина — Ірмологіон із серії «Духовні скарби України» |  |  |

Національний банк України 15 грудня 2020 року ввів в обіг срібну монету номіналом 20 гривень «Україна — Білорусь. Духовна спадщина — Ірмологіон», яка належить до серії «Духовні скарби України». Одночасно Національний банк Білорусії також ввів обіг пам'ятні монети «Беларусь — Украіна. Духоўная спадчына. Ірмалагіён» (срібна монета номіналом 50 рублів (тираж 999 шт) і мідно-нікелева монета номіналом 1 рубль (тираж 1 999 шт)).